# 海悅豪庭
海悅豪庭（英語：Horae Place）是位於土瓜灣馬頭圍道209號的私人屋苑，於1998年落成，共有2座，提供168個單位。海悅豪庭的發展商是中國海外發展。

## 商場
海悅豪庭設有3層的基座商場，名為海悅廣場，面積約40,000方呎。租戶包括麥當勞、吉野家、酒樓、美容院及補習社等。2022年，俊業集團以4.25億港元向中國海外發展購入海悅廣場。俊業集團購入海悅廣場後，計劃進行翻新工程。
海悅廣場翻新後易名俊薈土瓜灣。

## 外部連結
- 俊薈土瓜灣 （页面存档备份，存于）